# إميليانو ماسيمو
إميليانو ماسيمو (بالإيطالية: Emiliano Massimo)‏ (11 أكتوبر 1989 بروما في إيطاليا - ) هو لاعب كرة قدم إيطالي في مركز الوسط. لعب مع نادي أفيلينو ونادي روما وASD Real Agro Aversa ‏.

## روابط خارجية
- إميليانو ماسيمو على موقع قاعدة بيانات كرة القدم.إي يو (الإنجليزية)
- إميليانو ماسيمو على موقع Soccerway.com (الإنجليزية)